# Аи Боски Сан Марко (Тревизо)
Аи Боски Сан Марко (итал. Ai Boschi San Marco) је насеље у Италији у округу Тревизо, региону Венето.
Према процени из 2011. у насељу је живело 84 становника. Насеље се налази на надморској висини од 29 м.